# Winthemia variegata
Winthemia variegata là một loài ruồi trong họ Tachinidae.